# Johann Jakob Müller (Historiker)
Johann Jakob Müller (auch Jakob Müller oder Johann Jacob Müller; * 28. Juni 1847 in Wülflingen; † 30. Juli 1878 in Zürich) war ein Schweizer Althistoriker und Hochschullehrer.

## Leben
Müller war Sohn des Besitzers des Schlossguts Wülflingen. Er besuchte die Schule in Neftenbach und absolvierte das Gymnasium in Winterthur. Danach kam er an die Universität Zürich, an der er zunächst Evangelische Theologie und anschliessend Geschichte studierte. Sein zentraler Lehrer wurde Max Büdinger. In dieser Zeit freundete er sich mit Karl Dändliker an, mit dem er bis zum Schluss an Publikationsprojekten arbeitete. 1870 wurde er aufgrund seiner Schriften zur römischen Geschichte zum Dr. phil. promoviert. Bereits 1869 ging er auf Anraten seines akademischen Lehrers Büdinger an die Universität Berlin, an der er bis 1870 unter anderem bei Theodor Mommsen studierte.
Müller wurde 1870 Lehrer der Geschichte am Lehrerseminar Küsnacht. Daneben lehrte er, nachdem er sich im Frühjahr 1871 an der Philosophischen Fakultät der Universität Zürich habilitiert hatte, als Privatdozent für Alte Geschichte an der Hochschule in Zürich. Im Herbst 1872 wechselte er als ausserordentlicher Professor an die Universität. Zugleich wurde er Leiter der Abteilung für alte Geschichte am Historischen Seminar. 1875 erhielt er eine Stelle als ordentlicher Professor. Im Sommersemester 1878 übernahm er noch das Amt des Dekans. Allerdings musste er bereits 1877 wegen eines Magenkrebsleidens seine Lehre einschränken. Er starb im Amt.
Müller wirkte als Sekretär und Mitglied der Antiquarischen Gesellschaft in Zürich. Ausserdem war er Mitglied des Kantonsrates in Zürich.

## Schriften (Auswahl)
- Der Geschichtschreiber Marius Maximus. Teubner, Leipzig 1870.
- mit Karl Dändliker: Liudprand von Cremona und seine Quellen. Untersuchungen zur allgemeinen Geschichte der Jahre 888–967 n. Chr. Teubner, Leipzig 1871 (Digitalisat).
- mit Karl Dändliker: Lehrbuch der allgemeinen Geschichte für höhere Volksschulen. Schulthess, Zürich 1873; 2. Auflage, Schulthess, Zürich 1878.
- Studien zur Geschichte der römischen Kaiserzeit. Schulthess, Zürich 1874.
- Der Geist der Ahnen, oder, Die Einheitsbestrebungen in der Schweiz vor der helvetischen Revolution. Eine geschichtliche Skizze. Schulthess, Zürich 1874.